# صموئيل بيتي
صموئيل بيتي (بالفرنسية: Samuel Petit)‏ هو مؤرخ فرنسي، ولد في 25 ديسمبر 1594 في Saint-Ambroix, Gard ‏ في فرنسا، وتوفي في 12 ديسمبر 1653 في نيم في فرنسا.